# Klaus Grünberg
Klaus Grünberg (Wismar, 20 de noviembre de 1941) es un actor alemán, reconocido por protagonizar la película de 1969 More, dirigida por Barbet Schroeder. A partir de entonces registró apariciones en una gran cantidad de producciones cinematográficas y teatrales en su país natal.

## Filmografía

### Cine
| Año  | Título                        | Papel            | Notas     |
| ---- | ----------------------------- | ---------------- | --------- |
| 1969 | More                          | Stefan Brückner  |           |
| 1970 | Schmetterlinge weinen nicht   | Wolfgang Wagner  |           |
| 1972 | Geradeaus bis zum Morgen      | Max              |           |
| 1972 | The Grand Duel                | Adam Saxon       |           |
| 1974 | Three Men in the Snow         | Ferry            |           |
| 1974 | Zum Abschied Chrysanthemen    |                  |           |
| 1982 | Aufdermauer                   | Bernd Husemann   |           |
| 1984 | Unerreichbare Nähe            | Andreas          |           |
| 1987 | Escape from Sobibor           | Sargento Bauer   | Telefilme |
| 1987 | Ätherrausch                   | Wolfgang Senne   |           |
| 1990 | Martha and I                  | Berthold         |           |
| 1990 | Fire, Ice and Dynamite        | Ejecutivo        |           |
| 1995 | Rennschwein Rudi Rüssel       | Niess            |           |
| 1998 | Pi - Die Polizistin           | Werner Buckow    |           |
| 1998 | Liebe im Schatten des Drachen | Detective Probst |           |
| 2001 | Himmlische Helden             | Kurt             |           |
| 2002 | Das Verlangen                 | Johannes         |           |
| 2008 | Kronos. Ende und Anfang       | Uranos           |           |
| 2012 | White Tiger                   | Shtumpf          |           |
| 2017 | Sky Blue                      | Blaus Vater      |           |